# Чемпионат мира по волейболу среди женских клубных команд 2014
8-й чемпионат мира по волейболу среди женских клубных команд прошёл с 7 по 11 мая 2014 года в Цюрихе (Швейцария) с участием 6 команд. Чемпионский титул выиграла российская команда «Динамо-Казань».

## Команды-участницы
«Волеро» (Цюрих, Швейцария) — команда страны-организатора;
 «Динамо-Казань» (Казань, Россия) — победитель Лиги чемпионов ЕКВ 2014;
 «Хисамицу Спрингс» (Кобе, Япония) — победитель чемпионата Азии среди клубных команд 2014;
 СеСИ-СП (Сан-Паулу, Бразилия) — победитель чемпионата Южной Америки среди клубных команд 2014;
 «ГС Петрольерс» (Алжир, Алжир) — победитель Кубка африканских чемпионов 2014;
 «Молико-Озаску» (Озаску, Бразилия) — по приглашению организаторов (2-й призёр чемпионата Южной Америки среди клубных команд 2014);

## Система проведения чемпионата
6 команд-участниц на предварительном этапе были разбиты на две группы. 4 команды (по две лучшие из групп) вышли в плей-офф и по системе с выбыванием определили призёров чемпионата.
За победы со счётом 3:0 и 3:1 команды получали по 3 очка, за победы 3:2 — по 2, за поражения — 2:3 — по 1, за поражения 0:3 и 1:3 очки не начислялись.

## Предварительный этап

### Группа A
| М | Команда         | 1   | 2   | 3   | И | В | П | С/П | О |
| - | --------------- | --- | --- | --- | - | - | - | --- | - |
| 1 | «Волеро»        |     | 3:2 | 3:0 | 2 | 2 | 0 | 6:2 | 5 |
| 2 | СеСИ-СП         | 2:3 |     | 3:0 | 2 | 1 | 1 | 5:3 | 4 |
| 3 | «ГС Петрольерс» | 0:3 | 0:3 |     | 2 | 0 | 2 | 0:6 | 0 |

7 мая: «Волеро» — СеСИ-СП  3:2 (25:12, 25:18, 16:25, 15:25, 15:10).
8 мая: «Волеро» — «ГС Петрольерс» 3:0 (25:15, 26:24, 25:13).
9 мая: СеСИ-СП — «ГС Петрольерс» 3:0 (25:18, 25:12, 25:16).

### Группа В
| М | Команда            | 1   | 2   | 3   | И | В | П | С/П | О |
| - | ------------------ | --- | --- | --- | - | - | - | --- | - |
| 1 | «Динамо-Казань»    |     | 3:2 | 3:1 | 2 | 2 | 0 | 6:3 | 5 |
| 2 | «Молико-Озаску»    | 2:3 |     | 3:1 | 2 | 1 | 1 | 5:4 | 4 |
| 3 | «Хисамицу Спрингс» | 1:3 | 1:3 |     | 2 | 0 | 2 | 2:6 | 0 |

7 мая: «Молико-Озаску» — «Хисамицу Спрингс» 3:1 (25:12, 20:25, 25:18, 25:22).
8 мая: «Динамо-Казань» — «Хисамицу Спрингс» 3:1 (22:25, 25:22, 25:22, 25:18).
9 мая: «Динамо-Казань» — «Молико-Озаску» 3:2 (25:11, 25:19, 20:25, 23:25, 16:14).

## Плей-офф

### Полуфинал
| «Динамо-Казань» | 3:1 | СеСИ-СП  | 25:23, 27:29, 25:21, 25:14 | 10 мая. |
| «Молико-Озаску» | 3:1 | «Волеро» | 25:21, 18:25, 25:16, 25:20 | 10 мая. |

### Матч за 3-е место
| СеСИ-СП | 3:2 | «Волеро» | 25:18, 20:25, 25:21, 23:25, 15:13 | 11 мая. |

### Финал
| 11 мая 2014 | \| «Динамо-Казань» (Казань) \| 3:0 fivb.org \| «Молико-Озаску» (Озаску) \| \| Ирина Малькова (9) Джордан Ларсон (14) Екатерина Гамова (24) Евгения Старцева (2) Антонелла Дель Коре (6) Регина Мороз (9) Екатерина Уланова (л) Ирина Воронкова Анна Мельникова \| Голы \| Саня Малагурски (7) Аденизия (4) Таиса (10) Катерина Бозетти (3) Шейла (8) Фабиола Камила Брайт (л) Ана Мария Лиа Габи \| | Цюрих «Saalsporthalle» Зрителей: 1600                                                                                  |
| Счёт по партиям — 25:11, 25:16, 27:25. Время матча — 1 час 16 минут. Судьи: В.Марошек, Х.Ф.Ли                                                                                    | | |
| «Динамо-Казань» (Казань) | 3:0 fivb.org | «Молико-Озаску» (Озаску)                                                                                               |
| Ирина Малькова (9) Джордан Ларсон (14) Екатерина Гамова (24) Евгения Старцева (2) Антонелла Дель Коре (6) Регина Мороз (9) Екатерина Уланова (л) Ирина Воронкова Анна Мельникова | Голы | Саня Малагурски (7) Аденизия (4) Таиса (10) Катерина Бозетти (3) Шейла (8) Фабиола Камила Брайт (л) Ана Мария Лиа Габи |

## Итоги

### Положение команд
| «Динамо-Казань» (Казань)      |
| «Молико-Озаску» (Озаску)      |
| СеСИ-СП (Сан-Паулу)           |
| 4. «Волеро» (Цюрих)           |
| 5—6. «Хисамицу Спригс» (Кобе) |
| 5—6. «ГС Петрольерс» (Алжир)  |

### Призёры
«Динамо-Казань»: Мария Бородакова, Ирина Малькова, Дарья Россамахина, Мария Фролова, Джордан Ларсон, Екатерина Гамова, Евгения Старцева, Екатерина Уланова, Антонелла Дель Коре, Анна Мельникова, Регина Мороз, Ирина Воронкова. Главный тренер — Ришат Гилязутдинов.
  «Молико-Озаску» (Озаску): Саня Малагурски, Марджори Фернанда Корреа, Аденизия Силва, Таиса Дахер ди Менезис, Талита ди Кассиа Феррейра, Ана Мария Гослинг, Катерина Бозетти, Жулиана Кастро (Лиа), Габриэла Соуза (Габи), Шейла Кастро, Жозефа Алмейда ди Соуза Алвес (Фабиола), Камила Брайт. Главный тренер — Луижомар де Моура.
  СеСИ-СП (Сан-Паулу): Фабиана Клаудино, Дани Линс, Суэль Оливейра, Алессандра Жануарио дос Сантос, Барбара Брук, Присила Даруа, Суэлен Пинто, Мариана Касемиро, Ивна Марра, Каролина Албукерке (Карол), Дайс Фигейредо, Ана Беатрис Корреа. Главный тренер — Талмо Курто ди Оливейра.

### Индивидуальные призы
MVP: Екатерина Гамова («Динамо-Казань»)
Лучшая связующая: Фабиола («Молико-Озаску»)
Лучшая диагональная: Екатерина Гамова («Динамо-Казань»)
Лучшие доигровщики: Суэль Оливейра (СеСИ-СП), Кения Каркасес («Волеро»)
Лучшие центральные блокирующие: Таиса («Молико-Озаску»), Регина Мороз («Динамо-Казань»)
Лучшая либеро: Екатерина Уланова («Динамо-Казань»)